# Radio Fanfara
Radio Fanfara je drugi studijski album skupine Bolesna braća objavljen 6. studenog 2003. u Menart Recordsu.

## Popis pjesama
| Br. | Skladba                          | Gostovanja                      | Trajanje |
| --- | -------------------------------- | ------------------------------- | -------- |
| 1.  | »Fanfara (Intro)«                |                                 | 0:38     |
| 2.  | »Looka & Borna«                  |                                 | 3:33     |
| 3.  | »Bijeli miš«                     |                                 | 3:53     |
| 4.  | »Marketing Radio Fanfare (Skit)« |                                 | 1:00     |
| 5.  | »Patriša«                        |                                 | 3:36     |
| 6.  | »Egotrip«                        |                                 | 2:31     |
| 7.  | »Marketing Radio Fanfare (Skit)« |                                 | 0:25     |
| 8.  | »Tresi guzu«                     |                                 | 3:24     |
| 9.  | »Marketing Radio Fanfare (Skit)« |                                 | 0:33     |
| 10. | »Restoran Bolesna Braća«         |                                 | 4:07     |
| 11. | »Telefon faki«                   |                                 | 3:26     |
| 12. | »Radio Fanfara«                  | Afu-Ra, Samy Deluxe, Busta Flex | 4:09     |
| 13. | »Marketing Radio Fanfare (Skit)« |                                 | 0:50     |
| 14. | »Vjetrovi«                       |                                 | 4:29     |
| 15. | »Socialised«                     | Patrick Vincent                 | 3:33     |
| 16. | »Marketing Radio Fanfare (Skit)« |                                 | 1:24     |
| 17. | »Oprosti mi brate«               |                                 | 4:12     |
| 18. | »Fanfara (Outro)«                | Ivana Husar                     | 7:27     |